# Păntești, Alba
Păntești este un sat în comuna Arieșeni din județul Alba, Transilvania, România.